# 극장판 도라에몽: 진구와 철인군단 날아라 천사들
《극장판 도라에몽: 진구와 철인군단: 날아라 천사들》(映画ドラえもん 新・のび太と鉄人兵団 ～はばたけ 天使たち～) 은 2011년 3월 5일에 개봉한 도라에몽 31번째 영화(극장판)다. 또한 미즈타 와사비 도라에몽 성우진의 6번째 영화 작품이다.
이 작품은 1986년에 공개한 도라에몽 극장판 제 7작 노비타와 철인병단의 리메이크 작품이다. 대한민국에서는 2011년 7월 28일에 개봉되었다.

## 성우 및 등장인물
- 도라에몽: 미즈타 와사비 ((水田 わさび)
- 노비타: 오오하라 메구미 (大原 めぐみ)
- 시즈카: 카카즈 유미 (かかずゆみ)
- 자이언: 키무라 스바루(木村 昴)
- 스네오: 세키 토모카즈 (関 智一)
- 노비타의 엄마: 미츠이시 코토노 ((三石 琴乃)
- 노비타의 아빠: 마츠모토 야스노리 (松本 保典)
- 선생님: 타카기 와타루 (高木 渉)
- 도라미: 치아키 (千秋)
- 리루루: 사와시로 미유키 (沢城 みゆき)
- 쥬드/잔다크로스: 성우 없음
- 피포(ピッポ): 코바야시 유미코(小林 由美子)
- 총사령관: 카토 코지 (加藤 浩次) (특별출연)
- 부사령관: 타츠타 나오키 (龍田 直樹)
- 만티스 (マンティス): 와타나베 노리쓰구 (渡辺 宜嗣), 카쿠자와 테루지 (角澤 照治),

코기 잇페이 (小木逸平), 스가와라 치히로 (菅原 知弘) (철인 도라 아나운서단)
- 귀족로봇 (貴族ロボット): 쿠스미 나오미 (楠見尚己), 스가와라 쥰이치 (菅原 淳一)
- 박사 (博士): 나카무라 타다시 (中村正)
- 후쿠야마 마사아키(福山雅秋): 후쿠야마 마사하루 (福山 雅治) (특별출연)

## 스태프
- 원작 - 후지코 F. 후지오
- 각본 - 시미즈 히가시
- 총작화감독 - 아사노 나오유키
- 미술 감독 - 도바시 마코토
- 촬영 감독 - 키시 카쓰요시
- 편집 - 코지마 토시히코
- 녹음 감독 - 다나카 아키요시
- 효과 - 이토카와 유키요시
- 음악 - 사와다 칸
- 치프 프로듀서 - 마시코 아지로, 스기야마 노보루
- 감독 - 테라모토 유키요
- 그림 콘티 - 테라모토 유키요, 야지마 테쓰오
- 연출 - 야마오카 지쓰
- 캐릭터 디자인 - 카네코 시드주
- 작화 감독 - 쿠리오 마사히로, 나구라 토모후미, 타카노 아야, 야구치 히로코, 오카노 신고
- 메카 이펙트 작화 감독 - 스즈키 쓰토무
- 동영상 검사 - 하세가와 나쓰미
- 색채 설계 - 요시다 하루에
- 색상 지정 / 색상 검사 - 쿠라우치 미유키
- 3D CGI - 후쿠다 히로시
- 특수 효과 - 노무라 유미, 사토 카오리
- 보너스 영상 - 쿠스바 코조 / 스기사키 사토시, 마스이즈미 미치코
- 애니메이션 협력 - 베가 엔터테인먼트
- 제작 사무 - 타키하라 아요이, 핫토리 타카히로, 미야자와 에이타로
- 제작 진행 - 키쿠치 타쓰야, 나카무라 카즈요시, 카사이 마리코, 오카노 타카노리, 이토 타카노리, 우사미 쇼헤이
- 제작 데스크 - 나카지마 스스무, 타케이 켄
- 어시스턴트 프로듀서 - 아라키 모토미치
- 프로듀서 - 카와키타 모모코, 스미다 마이코, 후지모리 타쿠미, 쓰루자 키리카, 오오쿠라 슌스케
- 제작 - 영화 도라에몽 제작 위원회 (후지코프로, 쇼가쿠칸, TV아사히, 신에이 동화, ShoPro)

## 표어
- DORAEMON THE BIG POWER
- ドラえもん新時代突入! (도라에몽 신시대 돌입!)
- 僕らの勇気が地球を守る! (우리들의 용기가 지구를 지킨다!)
- ひとつになれば、大きな力が目を覚ます。(하나가 되면 큰 힘이 눈을 뜬다.)
- 忘れないよ 君がいた場所… (잊지 않을거야 네가 있던 장소)

## 주제가
오프닝꿈을 이루어줘 도라에몽 (夢をかなえてドラえもん)
노래 : mao, 코러스 : 히마와리 키즈
엔딩『친구의 노래』(『友達の唄』)
노래 : BUMP OF CHICKEN

## 삽입곡
작사:마이쿠 스기야마, 테라모토 유키요 작곡:사와다 칸
- 메카토피아의 테마 (『メカトピアのテーマ』)

노래: 도쿄 혼성 합창단
- 아무와 이무의 노래 (『アムとイムの歌』)

노래: 사와시로 미유키. 코바야시 유미코
- 냐바다・원더풀(『ニャバタ・ワンダフル』)

노래: 치아키
- 날개를 달면 (『羽根をつけたら』)

노래: 코바야시 유미코, 히바리 아동 합창단
- 네가 있어 준다면 (『君がいてくれるなら』)

노래：카미신 코스케 (上新功祐)
- 나 자이언! (『おれジャイアン!』)

노래：키무라 스바루

## 기타
신철인병단 개봉전후쯤에 만화 '대장편 도라에몽: 진구와 철인병단'을 소설화한 소설판 도라에몽: 진구와 철인병단이 일본에서 나왔다.
(신철인병단의 원작만화는 철인병단처럼 '대장편 도라에몽: 진구와 철인병단'이며, 신철인병단을 만화화한 책은 나오지 않았다.)

## 같이 보기
- 노비타와 철인병단